# Langtungebier
Langtungebier (Apidae), også blot kaldet bier, er en familie af årevingede insekter. Familien omfatter blandt andet humlebier, honningbier, hvepsebier og tømrerbier.
Der er ikke de store ligheder i biers levevis: Nogle arter lever fortrinsvis alene, mens andre lever i kolonier.